# روز ناماجوناس
روز ناماجوناس (بالإنجليزية: Rose Namajunas؛ مواليد 29 يونيو 1992) هي مُقاتلة فنون قتالية مختلطة أمريكية محترفة. تُنافس حاليًا في فئة وزن الذبابة للسيدات في يو إف سي، وهي بطلة سابقة لوزن القشة للسيدات في يو إف سي مرتين. اعتبارًا من 2 أبريل 2024، احتلت المركز السادس في تصنيفات وزن الذبابة للسيدات في يو إف سي، واعتبارًا من 9 أبريل 2024، احتلت المركز السابع في تصنيفات وزن الذبابة للسيدات في يو إف سي.

## نزالات الدفع مقابل المشاهدة
| #  | الحدث        | القتال               | التاريه      | المكان            | المدينة                 | المبلغ      |
| -- | ------------ | -------------------- | ------------ | ----------------- | ----------------------- | ----------- |
| 1. | يو إف سي 237 | ناماجوناس ضد أندرادي | 11 مايو 2019 | صالة إتش إس بي سي | ريو دي جانيرو، البرازيل | لم يُكشف عنه |

## سجل فنون القتال المختلطة
| السجل المهني |        |         |
| 19 نزال      | 13 فوز | 6 خسارة |
| ضربة قاضية   | 2      | 1       |
| إخضاع        | 5      | 1       |
| قرار القضاة  | 6      | 4       |

## وصلات خارجية
- روز ناماجوناس على موقع يو إف سي (الإنجليزية)
- روز ناماجوناس على موقع شيردوغ (الإنجليزية)
- روز ناماجوناس على موقع Tapology.com (الإنجليزية)
- روز ناماجوناس على موقع IMDb (الإنجليزية)
- روز ناماجوناس على موقع قاعدة بيانات الفيلم (الإنجليزية)